# Isabella de Moerloose
Isabella de Moerloose (Gent, 1660-1712) was een schrijfster van de autobiografie getiteld 'Vrede Tractaet', gegeven van den Hemel door vrouwen zaet (1695).
De Moerloose verliet Gent op een gegeven moment omdat zij in conflict stond met de religieuze elite in Gent. Zelf kwam zij uit Zuid-Nederland. Haar ouders waren rooms-katholiek en hadden een eigen winkel in Gent. Ze vertrok na Gent richting Middelburg. In  1684 of 1685 verliet zij Middelburg en werd zij gouvernante in Heinkenszand, een dorp ten zuiden van Goes. Isabella trouwde met de vader van de kinderen van wie zij gouvernante was, Laurentius Hoogentoorn. 
In 1692 begon Isabella met haar boek, en was erg open waarover het boek ging: haar leven maar ook haar ideeën over religie, die niet bepaald orthodox waren. Zij werd op 19 april 1694 verbannen uit Holland, Zeeland en West-Friesland voor deze reden. Na de publicatie van haar autobiografie, die uitgegeven is door Laurens Gunter, die anoniem wilde blijven en dus zijn naam niet op de titelpagina wilde hebben, vestigde Isabella zich in Amstelveen (ook al was zij eigenlijk verbannen).
Gedurende haar leven kwam Isabella meerdere malen in conflict met haar geloof. Uiteindelijk werd zij veroordeeld tot opsluiting. In 1699 werd zij in het Spinhuis in Amsterdam opgesloten. Na haar vrijlating is het niet bekend waar zij heen is gegaan.